# Epitonium klunzingeri
Epitonium klunzingeri is een slakkensoort uit de familie van de Epitoniidae. De wetenschappelijke naam van de soort is voor het eerst geldig gepubliceerd in 1897 door Clessin.